# Andreas Kronenberg
Andreas Kronenberg (* 10. September 1974 in Basel) ist ein ehemaliger Schweizer Fussballtorwart und derzeitiger -trainer. Seit 2021 ist er Torwarttrainer der deutschen Nationalmannschaft.

## Karriere
Kronenberg spielte in der Schweiz im Nachwuchsbereich für den FC Reinach, BSC Old Boys und den FC Riehen, bevor er 1993 zum deutschen Oberligisten TSF Ditzingen kam, mit dem er sich 1994 für die neu geschaffene Regionalliga Süd qualifizierte. Nach drei Jahren als Stammtorhüter in Ditzingen wechselte er im Januar 1997 zum Ligakonkurrenten Wacker Burghausen. Auch dort etablierte er sich rasch als Stammkeeper und bestritt bis zu seinem Abgang 100 Spiele in der Regionalliga Süd. Nach 21 Regionalliga-Einsätzen für den SC Pfullendorf in der Spielzeit 2000/01 wechselte Kronenberg im Sommer 2001 zum Zweitligisten LR Ahlen. Als Ersatzkeeper hinter Bernd Meier kam er dort in der Spielzeit 2002/03 zu vier Zweitligaeinsätzen. Zum Ausklang seiner Karriere spielte er noch für ein halbes Jahr bei Holstein Kiel in der Regionalliga Nord und stand anschliessend 18 Monate beim FC Rot-Weiß Erfurt unter Vertrag, kam aber in keinem Pflichtspiel zum Einsatz.
1991 nahm Kronenberg mit der Schweiz an der U-16-Fussball-Europameisterschaft 1991 im eigenen Land teil, 1994 kam er zu drei Einsätzen in der Schweizer U-21-Nationalmannschaft.
Seit 2008 war Kronenberg Torhütertrainer im Nachwuchsbereich des FC Bayern München und war seit 2009 auch Sozialpädagoge im FC-Bayern-Jugendhaus. 2010/11 war er beim VfB Stuttgart ebenfalls als Torhütertrainer und sozialer Betreuer im Jugendbereich tätig.
Seit der Saison 2011/12 war er Torhütertrainer der Profimannschaft des Bundesligisten SC Freiburg. Im August 2021 wurde er parallel zu seiner Tätigkeit beim SC Freiburg unter dem neuen Bundestrainer Hansi Flick Torhütertrainer der deutschen Nationalmannschaft. Dafür wurde er in den Länderspielpausen vom SC Freiburg freigestellt. Nach der Saison 2021/22 beendete Kronenberg seine Tätigkeit beim SC Freiburg, um sich voll auf die Aufgabe beim DFB zu konzentrieren.